# 東海・東南海・南海大地震キャンペーン
東海・東南海・南海大地震キャンペーン（とうかい・とうなんかい・なんかいだいじしんキャンペーン）は、東海ラジオ放送で行われている、東海地震・東南海地震・南海地震に関する啓発キャンペーン。

## キャンペーンの歴史・概要
- キャンペーンの始まりは、2004年に東海地方が東海地震による地震防災対策強化地域に指定されたことにより月1回で放送開始された番組「迫りくる！巨大地震～東海地震の防災対策検証～」。その後、2005年にかにタク言ったもん勝ちの番組内の1コーナーとして、「東海・東南海・南海大地震キャンペーン どうなる?どうする！」を放送開始となり、翌年の2006年からは放送する番組を、宮地佑紀生の聞いてみや～ちとサタモニ・フリーウェイに移動。2006年の途中からは、ヒッツ・サンデーでも放送された。
  - 番組内では、被害を最小限に食い止めるためのワンポイントアドバイスなどを伝える。

- このキャンペーンに関する原稿等は、日本気象協会の新井伸夫が担当しており、当初はかにタク言ったもん勝ちのあと、土曜朝の番組（サタモニ・フリーウェイ→天野良春"リアル"→天野良春 パラダイスキング）にて電話で月1の割合で登場し、詳しく解説する。

- 過去には、人気パーソナリティーの司会，名古屋大学大学院・福和伸夫教授等地震・防災に詳しい人物、抽選で選ばれたリスナーを招き、フォーラムなどを開催し、この模様は編集をして、後日特番として放送したことがある。

## 番組内に内包されているコーナー・CMについて
- 番組内に内包されているコーナー－毎週様々な場面等に応じた対策を、紹介している。
- ラジオCM－2006年からキャンペーンに関するCMを放送中。アナウンサーがワンポイントアドバイスを伝えるパターンと、プラス協賛企業のCMも流れるパターンがある。

### キャンペーン関連のミニコーナーが放送されている番組
放送される時間は、あくまでも目安
- 安蒜豊三 きょうもよろしく（月～木曜、6時台）
- きくち教児の楽気!DAY（土曜日、時間不明）

## 協賛企業
過去にCMを放送していた企業･団体を含む
- 出光興産（東海・東南海・南海大地震キャンペーン関連で放送される際には、東海ラジオ限定で放送されるラジオCMが放送されている。）
- 東芝
- アサンテ
- 東建コーポレーション（地震対策がされている自社ブランドのマンションCMとともに放送されていることが多い）
- 住友電装（聞いてみや～ちで啓発CMとともに流れることが多い。）
- 創価学会
- カネロク建設

ほか

## その他
- このキャンペーンの元となった、月1回の割合で放送されていた番組から、あんびるとよぞうアナウンサー（当時）がキャンペーンに関わる番組を担当している。
- サタモニ・フリーウェイのパーソナリティーだった、あんびるとよぞうアナウンサーが、星が丘から東海ラジオ本社ビルまでの道のりを、日本気象協会新井伸夫（キャンペーンでの原稿執筆をお願いしている人）とともに目指す企画を放送した（おそらく帰宅困難者の疑似体験リポート）。